# Phaonia amicula
Phaonia amicula är en tvåvingeart som beskrevs av Villeneuve 1922. Phaonia amicula ingår i släktet Phaonia och familjen husflugor. Inga underarter finns listade i Catalogue of Life.